# Oxytenanthera
Oxytenanthera  es un género de plantas herbáceas,  perteneciente a la familia de las poáceas. Es originario de África.
Algunos autores lo incluyen en el género Dendrocalamus.

## Especies
| - Oxytenanthera abyssinica - Oxytenanthera albo-ciliata - Oxytenanthera aliena - Oxytenanthera alopecurus - Oxytenanthera auriculata - Oxytenanthera borzii - Oxytenanthera bourdilloni - Oxytenanthera brachythyrsus - Oxytenanthera braunii - Oxytenanthera densa - Oxytenanthera dinhensis - Oxytenanthera felix - Oxytenanthera hayatae - Oxytenanthera hosseusii - Oxytenanthera lacei | - Oxytenanthera macrothyrsus - Oxytenanthera monadelpha - Oxytenanthera monostigma - Oxytenanthera nigrociliata - Oxytenanthera parviflora - Oxytenanthera parvlfolia - Oxytenanthera poilanei - Oxytenanthera ritcheyi - Oxytenanthera ruwensorensis - Oxytenanthera sinuata - Oxytenanthera stocksii - Oxytenanthera tenuispiculata - Oxytenanthera thwaitesii - Oxytenanthera warburgii |